# 대야역
대야역(Daeya station, 大野驛)은 전북특별자치도 군산시 대야면 산월리에 있는 장항선, 군산화물선, 군산항선의 철도역이다.

## 역사
- 1912년 3월 12일: 지경역(地境驛)으로 간이역으로 영업 개시[1]
- 1912년 10월 1일: 보통역으로 승격 및 화물 및 소화물 취급 개시[2]
- 1953년 6월 1일: 대야역(大野驛)으로 역명 변경[3]
- 1977년 8월 1일: 무연탄 전용선 부설
- 1977년 8월 26일: 군산역 대신 민수용무연탄도착취급역 지정[4]
- 1988년 1월 1일: 소화물 취급 중지[5]
- 1991년 1월 30일: 역사 신축
- 1998년 5월 30일: 무연탄 전용선 폐선
- 2000년 7월 25일: 컨테이너 화물 취급 개시
- 2008년 1월 1일: 장항선 편입과 함께 새마을호/무궁화호 정차 개시
- 2008년 3월 10일: 컨테이너 화물 취급 중지[6]
- 2008년 5월 1일: 새마을호 무정차
- 2017년 : 군산항선 공사 시작함에 따라 군산화물선 폐선
- 2020년 12월 10일: 역사 이전

## 역 구조

### 승강장
| ↑ 군산        |
| \| ３２ \| １ |
| 익산 ↓        |

| 1 | 장항선 | 무궁화호 | 익산 방면 |
| 2 | 장항선 | 무궁화호 | 익산 방면 |
| 3 | 장항선 | 무궁화호 | 용산 방면 |

## 인접한 역
이 역은 주로 용산역과 익산역을 기점으로 열차가 운행되고 있다.
| 장항선         | 장항선          | 장항선    |
| -------------- | --------------- | --------- |
| 군산 용산 방면 | 무궁화호 장항선 | 익산 방면 |